# Nissan Livina
O  Livina  é um monovolume de 5 lugares da Nissan. Em abril de 2008, a Nissan apresentou versão "aventureira" do modelo, denominada X-Gear.

## Versões e motorizações
- S 1.6: 108 cv, câmbio manual
- S 1.8: 126 cv, câmbio automático
- SL 1.6: 108 cv, câmbio manual
- SL 1.8: 126 cv, câmbio manual
- TSU: 2.2, turbo diesel, 169 cvico
- X-Gear: 1.8 16V, flex, 125 cv (gasolina) / 126 cv (etanol), câmbio automático de 4 velocidades
- Night&Day (Série especial): 1.6 16V, 108 cv[2]

Motores com comando de válvulas variável CVVTCS, sistema de direção elétrica e plataforma do Renault Logan e Renault Sandero. Os carros contam com airbag frontal duplo, rodas de liga-leve de 15 polegadas, ar-condicionado. As versões superiores contam também com sistema de som com leitor de arquivos MP3, rack no teto e bancos de couro, além de faróis mais eficientes. O volante possui regulagem somente em altura e os cintos de segurança e bancos não possuem regulagem em altura. O baixo peso do carro e a tecnologia do motor, aliados a uma boa aerodinâmica levam-no a atingir 184 km/h de velocidade máxima, tendo como acessórios a possibilidade de instalação de um aerokit. Os modelos da família possuem um generoso porta-malas mas pessoas altas não se dão muito bem na direção. A suspensão é convencional.
Esse veiculo automotor, principalmente na versão diesel, possui uma ótima relação de consumo. O carro possui um ótimo troque de marchas, sendo elas curtas e suaves, sem demonstrar tranco. Ainda possui um ótimo desempenho em curvas, isso por conta do exclusivo sistema PIT - "Persolane Intabilizatpr Trafic", sistema eleito no salão de Genebra uma grande novidade entre os carros modernos, sendo superior ao ESP.
Em 2013, foram lançadas no mercado asiático versões equipada com transmissão continuamente variável (CVT).

## Premiações
- 2010, Quatro Rodas, Melhor compra na categoria monovolume compacto
- 2011, Quatro Rodas, Melhor compra (minivan compacta)
- 2012, Quatro Rodas, Melhor compra (usado) na categoria peruas e minivans de R$ 25 mil a 30 mil

## Galeria
- Primeira geração (2006-2020)
- Segunda geração (2019-presente)